# Dicosmoecus palatus
Dicosmoecus palatus là một loài Trichoptera trong họ Limnephilidae. Chúng phân bố ở miền Cổ bắc.